# Glon
Glon är en sjö i Luleå kommun i Norrbotten och ingår i Altersundet-Luleälvens kustområde. Sjön har en area på 0,169 kvadratkilometer och ligger 0 meter över havet.

## Delavrinningsområde
Glon ingår i det delavrinningsområde (729355-179852) som SMHI kallar för Rinner mot Hindersöfjärden. Medelhöjden är 14 meter över havet och ytan är 15,71 kvadratkilometer. Det finns inga avrinningsområden uppströms utan avrinningsområdet är högsta punkten. Avrinningsområdets utflöde mynnar i havet, utan att ha någon enskild mynningsplats. Avrinningsområdet består mestadels av skog (93 procent). Avrinningsområdet har 0,17 kvadratkilometer vattenytor vilket ger det en sjöprocent på 1,1 procent.